# Тмогви
Тмогви (груз. თმოგვი) — село в Грузии, на территории Аспиндзского муниципалитета края (мхаре) Самцхе-Джавахети.

## География
Село находится в южной части Грузии, на правом берегу реки Куры, на расстоянии приблизительно 19 километров (по прямой) к юго-юго-востоку от посёлка городского типа Аспиндза, административного центра муниципалитета. Абсолютная высота — 1248 метров над уровнем моря.

## Население
По результатам официальной переписи населения 2014 года, в Тмогви проживал 301 человек (154 мужчины и 147 женщин). В национальной структуре населения грузины составляли 99,3 %, русские — 0,35 %, украинцы — 0,35 %.
| Год  | Население, человек |
| ---- | ------------------ |
| 2002 | 359                |
| 2014 | ↘ 301              |

## Достопримечательности
К западу от села расположена одноимённая средневековая крепость.